# Лабрун
Лабрун (нем. Labrun) — община в Германии, в земле Саксония-Анхальт. 
Входит в состав района Виттенберг. Подчиняется управлению Аннабург.  Население составляет 130 человек (на 31 декабря 2006 года). Занимает площадь 5,01 км².